# سیارک ۴۹۷۷۷
سیارک ۴۹۷۷۷ (به انگلیسی: 49777 Cappi، نامگذاری:1999XS) چهل و نه هزار و هفتصد و هفتاد و هفتمین سیارک کشف شده‌است که در ۲ دسامبر ۱۹۹۹ کشف شد.